# Crotaphatrema tchabalmbaboensis
Crotaphatrema tchabalmbaboensis és una espècie d'amfibis gimnofions de la família Caeciliidae. És endèmica del Camerun. Els seus hàbitats naturals inclouen montans secs i prades tropicals o subtropicals a gran altitud. Té una gran proximitat genètica i morfològica a C. lamottei. Es diferencia de les altres dues espècies que formen el gènere Crotaphatrema per la presència de solcs transversals als collars, un patró de color lateral serrat i altres caràcters morfològics.